# Puerto de Manta
El puerto de Manta está ubicado en Ecuador, provincia de Manabí, cantón Manta (Ecuador).

## Administración
Autoridad Portuaria de Manta fue creada el 24 de octubre de 1966. El 12 de noviembre del mismo año se posesionó su primer Directorio, presidido por el señor Carlos Polit Ortiz. La entidad está adscrita al Ministerio de Transporte y Obras Púbicas.

## Ubicación geoestratégica
Se encuentra a 25 millas náuticas, una hora de la ruta internacional de tráfico y a solo 600 millas, 24 horas del Canal de Panamá.
Es un Puerto abierto al mar sin canales de acceso, con una profundidad natural de 13 metros y depresiones de 15 y 18 metros a solo 150 y 400 metros de distancia, respectivamente del espigón.
Los buques pueden acceder tanto del Norte, Sur, como del Oeste y opera los 365 días del año.
Se encuentra a 56 millas de la línea equinoccial, ventaja geográfica que lo hace equidistante a los mercados de Colombia, Panamá, México, San Diego, Los Ángeles, en la costa Oeste del Pacífico; de Nueva York, Miami y Nueva Orleans, en el Este de la costa atlántica; y de Perú y Chile, en Sudamérica.
Sus privilegiadas instalaciones se encuentran en línea recta a países de la cuenca asiática del Pacífico con gran movimiento portuario mundial.
Internamente, goza de una ubicación central respecto a otras terminales portuarias ecuatorianas. La zona de influencia del Puerto trasciende los límites de la ciudad, extendiéndose a otras provincias de la Costa y la Sierra que lo utilizan para sus actividades de comercio exterior.
Siendo un Puerto Multipropósito, las instalaciones facilitan el acceso de todo tipo de embarcaciones, garantizando una fácil maniobra de los buques y las operaciones de carga, descarga y avituallamiento, así como condiciones apropiadas de seguridad y movilidad para la llegada de cruceros y turistas.

## Instalaciones
Siendo un Puerto Multipropósito, las instalaciones facilitan el acceso de todo tipo de embarcaciones, garantizando una fácil maniobra de los buques y las operaciones de carga, descarga y avituallamiento, así como condiciones apropiadas de seguridad y movilidad para la llegada de cruceros y turistas.
Dispone de dos muelles tipo espigón, uno de 200 metros y el otro de 300 metros de longitud con capacidad para recibir 4 embarcaciones simultáneamente, es decir, 800 metros lineales de atracaderos destinados a las operaciones de buques portacontenedores, graneleros, carreros, pesqueros y cruceros. Ambos muelles tienen un ancho de plataforma de 45 metros cada uno. Posee además otros 620 metros lineales para las actividades exclusivamente pesqueras y de cabotaje.
Cuenta con 12 hectáreas para bodegaje de mercaderías, comprendidas en los patios 200, 300, 400, 500, 600, 700 y 800.
Su dársena es de 110 hectáreas protegidas por un espigón que permite una rápida y cómoda operación de arribo, carga y descarga de las embarcaciones.

### Diagnóstico Institucional- Delegación
Autoridad Portuaria de Manta, entidad pública con trayectoria de más de 50 años aportando al comercio exterior de la ciudad, provincia y del país a través de la prestación de servicios portuarios, ofrece el fácil acceso de las embarcaciones, la ágil maniobra de los buques y las operaciones de carga y avituallamiento. Además tiene la responsabilidad de administrar, dar mantenimiento y seguridad al Malecón Escénico de Manta, punto turístico de la costa manabita.
Ubicada a 25 millas náuticas de la ruta internacional de tráfico y aproximadamente a 12 metros de profundidad, permite a los buques acceder para operar los 365 das del año como puerto multipropósito ya que garantiza las maniobras de todo tipo de embarcaciones con condiciones apropiadas de seguridad y movilidad.
El Estatuto Orgánico de Gestión Organizacional por Procesos de Autoridad Portuaria de Manta contiene los siguientes componentes: portafolio de productos y servicios institucionales, cadena de valor y estructura orgánica, establecidos en los procesos: Gobernante, Agregadores de Valor, Habilitantes de Asesoría y de Apoyo, a través de los cuales se alcanzan los objetivos institucionales siendo estos, controlar la delegación del Terminal Internacional y administrar, operar y controlar el Terminal Pesquero y de Cabotaje, hecho que se cumplió luego del proceso del concurso público internacional con la firma del contrato de delegación al gestor privado Terminal Portuario De Manta – TPM S.A.

### Terminal Pesquero y de Cabotaje
El Terminal Pesquero y de Cabotaje de Manta, cuenta con una extensión de más de 620 metros lineales de muelle para el servicio del sector pesquero artesanal e industrial. Muy pronto esa capacidad de muelle crecerá con la construcción de dos muelles tipo espigón. Por ser un puerto abierto al mundo, dispone de la protección de un rompeolas en toda su extensión contra el oleaje y el viento, lo que garantiza y facilita las operaciones marítimo-portuarias.
También es responsabilidad de Autoridad Portuaria de Manta, administrar, dar mantenimiento y seguridad al Malecón Escénico de Manta, considerado un eje turístico de la región.

### Visión
Autoridad Portuaria de Manta busca posicionar al puerto de Manta como el puerto de aguas profundas más importante del país y uno de los más competitivos de la región, como socio estratégico del sector de transporte multimodal y de la industria pesquera nacional e internacional.

### Misión
Autoridad Portuaria de Manta es la institución que regenta el sector de servicios portuarios en el puerto de Manta; velando por el fiel cumplimiento de los contratos de delegación de áreas concesionadas y alianzas público-privadas, así como de la correcta operatividad del Terminal Pesquero y de Cabotaje para atender a los requerimientos de actividades de carga, descarga y aprovisionamiento de la flota pesquera.

## Eje multimodal Manta-Manaos
En un futuro cercano, el Puerto tendrá una articulación directa a los diversos proyectos planificados dentro del Eje multimodal Manta-Manaos conocido también como Corredor logístico central del Ecuador. Éste se articula al proyecto de desarrollo aeroportuario de Manta, la Zona Especial de Desarrollo, ZEDE, iniciativas viales como la autopista Manta-Quevedo y Manta-Guayaquil y los nuevos accesos al Puerto. También el mega proyecto de Refinería del Pacífico y Petroquímica; que a su vez darán la conectividad y soporte logístico extra portuario requerido para dinamizar la competitividad del comercio exterior del Ecuador.